# Паолуччи, Микеле
Микеле Паолуччи (итал. Michele Paolucci; 6 февраля 1986, Турин, Италия) — итальянский футболист, нападающий.

## Биография
Начав свою карьеру в «Ювентусе», в 2006 году был отдан в аренду «Асколи», где и дебютировал в Серии А 10 сентября в матче против «Аталанты». Летом 2007 года 50 % прав на игрока перешли клубу «Удинезе», как часть сделки за переход Винченцо Яквинты в стан «Ювентуса». Свой первый матч за клуб из Удине Микеле сыграл 29 августа 2007 года в матче Кубка Италии против «Бари».
В январе 2008 года он был отдан в аренду «Аталанте», в которой он выступал до июля, после чего вновь отправился в аренде, на этот раз в «Катанию». Этот сезон стал удачным для Паолуччи, он регулярно играл в основном составе и забил 7 голов.
Летом 2009 года «Ювентус» выкупил права на игрока за 3,3 млн евро, а 8 июля продал половину прав на игрока «Сиене». 16 января в связи с нехваткой нападающих в команде, «Ювентус» вернул игрока в клуб.
16 июля 2019 года Паолуччи подписал контракт с клубом Канадской премьер-лиги «Валор».
10 сентября 2020 года Паолуччи подписал контракт с клубом Лиги два ЮСЛ «Манитоба».